# Bianco e nero
Pour les articles homonymes, voir Black and White.
Bianco e nero est un film italien réalisé par Cristina Comencini, sorti en 2008.
Parmi les principaux interprètes : Fabio Volo, Ambra Angiolini et Aïssa Maïga

## Synopsis
Carlo, ingénieur informatique, est plutôt sur la défensive quand sa femme, Elena le traine aux manifestations de son association contre le racisme. Leur foyer s'est installé dans la routine.
Elena a un éminent collègue, Bertrand, qui a deux enfants de Nadine, employée de l'ambassade sénégalaise à Rome.
Classique, des deux couples nait un couple adultère... Mais les préjugés se heurtent aux belles idées de leurs familles respectives, quand leur liaison se révèle.

## Fiche technique
- Titre original : Bianco e nero
- Réalisation : Cristina Comencini
- Scénario : Cristina Comencini, Giulia Calenda, Maddalena Ravagli.
- Décors : Maurizio Leonardi
- Costumes : Antonella Berardi
- Photographie : Fabio Cianchetti
- Son : Bruno Pupparo
- Musique : Joshua Berman
- Producteurs : Marco Chimenz, Matteo De Laurentiis, Cattleya Gina Gardini, Giovanni Stabilini  Riccardo Tozzi
- Pays d’origine : Italie
- Langue : italien
- Format : couleur — 2,35:1 — 35 mm
- Genre : comédie dramatique
- Durée : 100 minutes
- Date de sortie : 
  - Italie : 11 janvier 2008

## Distribution
- Fabio Volo : Carlo
- Ambra Angiolini : Elena
- Aïssa Maïga : Nadine
- Eriq Ebouaney : Bertrand
- Anna Bonaiuto : Adua
- Franco Branciaroli : Alfonso
- Teresa Saponangelo : Esmeralda
- Bob Messini : Dante
- Billo Thiernothian : Amadou (as Billo)
- Awa Ly : Véronique
- Katia Ricciarelli : Olga

## Thèmes et contexte
Le film entremêle les difficultés de la relation extra-conjugale à celles d'un amour inter-ethnique, en mettant à nu toutes les angoisses et les préjugés plus ou moins voilés vers « l'étranger », de la part d'Elena l'émancipée, mais aussi de la part de la communauté des étrangers, exclus eux-mêmes de la société « des blancs. »
Le scénario tisse avec une légèreté pertinente des sujets souvent lourds du racisme ou des violences faites aux femmes.

## Prix et nominations
- Aïssa Maïga : Meilleure actrice au festival du Film italien de Bastia (2009).
- Cristina Comencini : Nommée au Prix du Grand Jury du festival du Film italien de Bastia (2009).